# 뉴욕의 가을
《뉴욕의 가을》(영어: Autumn In New York)은 미국에서 제작된 조앤 천 감독의 2000년 로맨틱 드라마 영화이다. 리처드 기어, 위노나 라이더 등이 출연하였고, 에이미 로빈슨 등이 제작에 참여하였다.

## 줄거리
성공한 레스토랑 사업가이자 바람둥이인 48세의 윌 킨은 자신의 맨해튼 레스토랑에서 22번째 생일을 맞은 자유로운 영혼의 샬럿 필딩에게 첫눈에 반한다. 그러나 샬럿은 윌의 옛 여자친구 케이티의 딸이었고, 샬럿이 태어난 직후 케이티가 교통 사고로 사망했다는 사실을 알게 된다.
그럼에도 윌은 샬럿에게 데이트를 신청하고 두 사람은 연인으로 발전하지만 윌은 관계에 미래가 없다고 선을 긋는다. 이에 샬럿은 자신이 심장병으로 곧 죽을 것이라는 사실을 밝힌다. 그러나 윌은 사랑에 빠지기 시작하고, 신경아세포종 때문에 샬럿의 심장 부근에 암이 발생했다는 걸 알게 된다.
윌은 핼러윈 파티에서 과거 여자친구와 마주쳐 바람을 피우고, 이를 알게 된 샬럿은 큰 실망감에 윌과 헤어진다. 한편 윌은 자신이 버린 딸 리사 타일러로부터 편지를 받고 처음 만남을 가진다. 리사는 윌이 자신에게 사과하는 꿈을 반복해서 꾸어 왔다고 말하고, 윌은 미안하다고 말한다. 
윌은 샬럿을 찾아와 용서를 구하고 샬럿은 윌을 받아 주지만, 샬럿은 록펠러 센터에서 스케이트를 타던 중 쓰러진다. 병원에서는 샬럿이 살 날이 몇 주 남지 않았다고 말한다. 
윌은 샬럿을 살리기 위해 수술을 해줄 의사를 필사적으로 찾다가 리사 덕분에 수술할 용의가 있는 의사를 만난다. 하지만 크리스마스 아침에 쓰러진 샬럿은 수술 중 사망한다. 윌은 샬럿이 남긴 크리스마스 선물을 발견하고 슬픔에 잠긴다. 
시간이 흘러 센트럴 파크 호수에서 보트를 탄 윌은 리사가 지켜보는 가운데 리사의 아기를 안아본다. 윌은 백조, 그리고 다리를 건너는 한 여성의 모습이 비친 수면을 바라본다.

## 출연진
- 리처드 기어 - 윌 킨 역
- 위노나 라이더 - 샬럿 필딩 역
- 앤서니 러팔리아 - 존 볼피 역
- 일레인 스트리치 - 덜로리스 "돌리" 탤벗 역
- 비라 파미가 - 리사 타일러 역
- 셰리 스트링필드 - 세라 볼피 역
- 질 헤너시 - 린 매케일 역
- J.K. 시먼스 - 톰 그랜디 의사 역
- 샘 트래멀 - 사이먼 역
- 메리 베스 허트 - 폴 시블리 의사 역
- 컬리 로샤 - 섀넌 역
- 스티븐 랜다조 - 앨버토 역
- 조지 스필보걸 3세 - 네토 역
- 란지트 차우드리 - 파키르 역
- 토니 사이프러스 - 멀리사 역
- 다니엘라 판흐라스 - 바의 모델 역
- 레이철 니컬스 - 바의 모델 역
- 리자 러피라 - 샬럿의 생일 모임에 참석한 친구 역

## 기타 제작진
- 공동 제작: 안드레이 러말
- 배역: 실라 재피, 조지앤 워컨
- 미술: 마크 프리드버그
- 의상: 캐럴 오디츠
- 음악 감독: 피터 애프터먼

## 우리말 녹음
MBC 성우진
- 이정구 - 윌 (리처드 기어)
- 박영희 - 샬럿 (위노나 라이더)
- 정남 - 리사 (비라 파미가)
- 황윤걸 - 존 (앤서니 러팔리아)
- 김은영 - 돌리 (일레인 스트리치)
- 김기철
- 한수림
- 문남숙
- 박신희
- 방성준
- 이원찬
- 조현정
- 김두희
- 유상우
- 이민하
- 한경화